# Patty Fendick
Patty Fendick (* 31. März 1965 in Sacramento, Kalifornien) ist eine ehemalige US-amerikanische Tennisspielerin. 

## Karriere
Der größte Erfolg ihrer Karriere gelang ihr 1991 mit ihrer Landsfrau Mary Joe Fernández bei den Australian Open. Sie besiegten im Doppel-Finale des Grand-Slam-Turniers Gigi Fernández und Jana Novotná mit 7:6 (7:4) und 6:1. Fendick stand 1988 auch im Finale der US Open, musste sich aber mit ihrer Doppelpartnerin Jill Hetherington Gigi Fernandez und Robin White glatt mit 4:6, 1:6 geschlagen geben. 1989 verlor sie auch das Finale der Australian Open gegen Martina Navrátilová und Pam Shriver mit 6:3, 3:6, 2:6.
Fendick gewann auf der WTA Tour insgesamt drei Einzel- und 25 Doppeltitel. Im März 1989 erreichte sie mit Rang 19 ihre höchste Platzierung in der Weltrangliste. Am 3. Juli desselben Jahres war sie Nummer vier der Doppelweltrangliste. Zudem spielte sie dreimal für das amerikanische Fed-Cup-Team (zwei Siege, eine Niederlage).
Fendick beendete 1995 ihre 1987 begonnene Profikarriere. Nach ihrem Rücktritt heiratete sie Scott McCain, mit dem sie zwei Töchter und einen Sohn hat. Zwischen 1997 und 2005 trainierte sie noch das Tennisteam der University of Washington und war anschließend Chefcoach der texanischen Mannschaft. 